# Willer-sur-Thur
Willer-sur-Thur település Franciaországban, Haut-Rhin megyében. Lakosainak száma 1758 fő (2022. január 1.). Willer-sur-Thur Geishouse, Soultz-Haut-Rhin, Wattwiller, Goldbach-Altenbach, Uffholtz, Bitschwiller-lès-Thann és Moosch községekkel határos.

## Népesség
A település népessége az elmúlt években az alábbi módon változott:
| Lakosok száma | 1864 | 1853 | 1877 | 1825 | 1802 | 1780 | 1777 | 1766 | 1758 |
|               | 2013 | 2015 | 2016 | 2017 | 2018 | 2019 | 2020 | 2021 | 2022 |